# Tonnoirella gemella gemella
Tonnoirella gemella gemella is een ondersoort van de tweevleugelige Tonnoirella gemella uit de familie steltmuggen (Limoniidae). De soort komt voor in het Australaziatisch gebied.